# (127871) 2003 FC128
(127871) 2003 FC128 est un objet transneptunien en résonance 4:5 avec Neptune.

## Caractéristiques
2003 FC128 mesure environ 175 km de diamètre.

## Orbite
L'orbite de 2003 FC128 possède un demi-grand axe de 34,855 ua et une période orbitale d'environ 206 ans. Son périhélie l'amène à 31,884 ua du Soleil et son aphélie l'en éloigne de 37,827 ua. Il possède une résonance 4:5 avec Neptune.

## Découverte
2003 FC128 a été découvert le 31 mars 2003.